# ジャンリュック・デュプレア
ジャンリュック・デュプレア（Jean-Luc du Preez、1995年8月5日 - ）は、プレミアシップ、セール・シャークスに所属するラグビー選手。

## プロフィール
- 南アフリカ・クワズール・ナタール州ダーバン出身。
- ポジションはフランカー(FL)。
- 身長 194cm、体重 113kg
- U20南アフリカ代表に選ばれたことがある[1]。
- 南アフリカ代表キャップは13（2021年6月現在）。
- 兄のロバート・双子兄弟のダンもラグビー選手[2]で現在チームメイト。

## 来歴
シャークス、シャークスを経て、2018年、セール・シャークスに加入。